# Shine (Motörhead)
Shine (Splendere) è una canzone della band heavy metal inglese Motörhead del 1983.
È stato pubblicato come singolo ed è contenuto nell'album Another Perfect Day, dello stesso anno. Come B-side contiene la cover di Willie Dixon "Hoochie Coochie Man" (live), registrata dal vivo al Sheffield University e al Manchester Apollo il 9 e il 10 giugno 1983.
Inoltre, la versione vinile 12" contiene una terza traccia bonus; "Don't Need Religion (live)", apparsa in seguito solo nelle riedizioni di Another Perfect Day.

## Tracce

### 7"
1. "Shine" (Kilmister, Taylor, Robertson)
2. "Hoochie Coochie Man" (Dixon)

### 12"
1. "Shine" (|Kilmister, Taylor, Robertson)
2. "Hoochie Coochie Man" (Dixon)
3. "Don't Need Religion (live)" (Kilmister, Clarke, Taylor)

## Formazione
- Lemmy Kilmister: basso, voce
- Brian Robertson: chitarra
- Phil "Philty Animal" Taylor: batteria